# Lenīngrad Aūdany
Lenīngrad Aūdany är ett distrikt i Kazakstan.   Det ligger i oblystet Nordkazakstan, i den norra delen av landet, 290 km norr om huvudstaden Astana.